# Uğur Uçar
Uğur Uçar (Bakırköy, 5 de abril de 1987) es un exfutbolista turco que jugaba de defensa.

## Clubes
| Club                      | País    | Año       |
| ------------------------- | ------- | --------- |
| Galatasaray S. K.         | Turquía | 2004-2010 |
| Kayserispor (cedido)      | Turquía | 2006-2007 |
| Ankaragücü                | Turquía | 2010-2011 |
| Kardemir Karabükspor      | Turquía | 2012-2014 |
| Estambul Başakşehir F. K. | Turquía | 2014-2021 |
| Pendikspor                | Turquía | 2021-2022 |

## Palmarés

### Títulos nacionales
| Título               | Club                      | País    | Año  |
| -------------------- | ------------------------- | ------- | ---- |
| Superliga de Turquía | Galatasaray S. K.         | Turquía | 2006 |
| Superliga de Turquía | Galatasaray S. K.         | Turquía | 2008 |
| Supercopa de Turquía | Galatasaray S. K.         | Turquía | 2008 |
| Superliga de Turquía | Estambul Başakşehir F. K. | Turquía | 2020 |